# Zugriffsverfahren (Netzwerk)
Über das Zugriffsverfahren wird der Medienzugriff in Netzwerken festgelegt. Im OSI-Modell wird darunter die Kommunikation zwischen dem Physical Layer (Schicht 1 = Bitübertragungsschicht) und dem MAC-Layer (Schicht 2a = Teil der Sicherungsschicht) verstanden.
Über das Zugriffsverfahren wird geregelt, welche Station, d. h. welches Datenendgerät zu welchem Zeitpunkt welche Datenmenge an wen übertragen darf.
Im LAN ist wichtig festzulegen, wie die beteiligten Stationen und Netzkomponenten auf das Netzwerkkabel zugreifen. Die Regelung des Zugriffs und die damit verknüpfte Übertragung von geeigneten Daten in einem festgelegten Rahmen, gehören zu den Hauptaufgaben des MAC-Layers. Im Zusammenhang mit dem MAC-Layer wird meist nicht von Netzwerk-Kabeln gesprochen, sondern von Übertragungsmedien.

## Bekannte Zugriffsverfahren

### CSMA/CD (Carrier Sense Multiple Access/Collision Detection)
Dies ist das bekannteste und auch älteste Zugriffsverfahren für den Shared-Media-Betrieb. Es umfasst die Verfahren für
- Aktivitätsüberwachung und Vielfachzugriff (CSMA)
- mit Kollisionserkennung (Collision Detection, CD).

CSMA/CD wurde von der IEEE-Arbeitsgruppe standardisiert, ebenso wie die Weiterentwicklungen:
- IEEE 802.3 für das Ethernet,
- IEEE 802.3u für das Fast-Ethernet,
- IEEE 802.3z für das Gigabit-Ethernet.

Weitere auf CSMA basierende Zugriffsverfahren sind: CSMA/CA und CSMA/CR.

### Token-Passing
Während bei dem CSMA/CD-Verfahren der Zufall eine entscheidende Rolle spielt, handelt es sich bei der Klasse der Token-Passing-Verfahren um kontrollierte Zugriffsverfahren. Durch das Zuteilen einer Sendeerlaubnis wird sichergestellt, dass zu einer bestimmten Zeit genau ein Datenendgerät den Zugriff auf das Netz bekommt und übertragen darf. Das Senderecht wird dabei mit einem im Netz kreisenden Token (eine Marke für die Sendeerlaubnis) von Datenendgerät zu Datenendgerät weitergegeben.
Token-Passing wurde von der IEEE-Arbeitsgruppe in zwei Varianten standardisiert:
- IEEE 802.4 für Token-Bus
- IEEE 802.5 für Token-Ring